# A Clockwork Orange
A Clockwork Orange là tên tiểu thuyết dystopia ngắn xuất bản năm 1962 của Anthony Burgess. Sống trong xã hội mà giới trẻ ưa sử dụng bạo lực và tiếng lóng, nhân vật chính của tiểu thuyết – Alex – kể lại thời thiếu niên đầy máu me của mình và trải nghiệm khi chính quyền can thiệp nhằm chỉnh đốn cậu. Thứ tiếng được sử dụng trong A Clockwork Orange là tiếng Anh cùng với mật ngữ chịu ảnh hưởng từ tiếng Nga, gọi là Nadsat. Theo tác giả Burgess, cuốn sách được viết vỏn vẹn trong 3 tuần.

## Nội dung

### Phần 1: Thế giới của Alex
Alex là một thiếu niên 15 tuổi, thường được gọi là "Alex bé nhỏ" để mỉa mai hành vi khét tiếng của cậu là chuyên kéo băng nhóm của mình gồm Dim (dốt nát, cơ bắp), Georgie (phó chỉ huy tham vọng), Pete (kẻ hùa theo) đi gây sự, đập phá, ăn cướp và đánh giết người mà cậu gọi là "ultra-violence" (siêu bạo lực). Ngoài ra, Alex còn có một gu thưởng thức âm nhạc cầu kì và thần tượng nhạc sĩ Beethoven. Trong một lần ăn cướp nhà một bà cụ giàu có và chuẩn bị chạy trốn sau khi bà chết, do mâu thuẫn nội bộ, Alex đã bị Dim tấn công. Kết cục là cậu bị cảnh sát bắt và tống giam vì tội giết người.

### Phần 2: Kỹ thuật Ludovico
Bạn tù của Alex đổ tội cho cậu đã đánh chết một người tù phiền phức mới vào, do vậy cậu đồng ý chữa trị bằng kỹ thuật thử nhiệm nhằm thay đổi hành vi, gọi là kỹ thuật Ludovico. Trong đó, Alex được tiêm thuốc để khiến cậu thấy ghê sợ khi xem các thước phim bạo lực, cuối cùng chỉ cần một ý nghĩ bạo lực cũng khiến cậu cảm thấy buồn nôn. Nhạc một thước phim bạo lực, bản giao hưởng số 9 của Beethoven cũng theo đó khiến cậu mất khả năng nghe nhạc cổ điển. Các viên chức chính phủ hài lòng với tác dụng của kỹ thuật lên Alex khi Alex phải thể hiện trước họ, và vì thế cậu được thả ra sớm.

### Phần 3: Sau khi ra tù
Cha mẹ Alex đã cho thuê phòng cậu và vì thế Alex thành kẻ vô gia cư và muốn tự sát. Ở thư viên công cộng, cậu bị viên trí thức già và bạn ông trả thù cho hành vi quá khứ của cậu. Cảnh sát đến trấn an trật tự không ai khác chính là Dim và kẻ thù cũ của cậu Billyboy. Chúng đem cậu ra ngoại ô và đánh cậu túi bụi. Cậu tìm đến cầu cứu ngôi nhà từng bị băng nhóm của cậu cướp bóc, chủ nhà F. Alexander – một nhà văn, không nhận ra cậu vì lúc cướp cả nhóm đeo mặt nạ. Alexander toan dùng cách trị liệu Alex để làm bằng chứng cho sự bạo lực của chính phủ, song không lâu sau, Alex đã để lộ mình là người cầm đầu băng nhóm cướp bóc, hãm hiếp và giết chết vợ của Alexander. Những người bạn của Alexander sau khi đưa cậu ra khỏi nhà Alexander, đã giam lỏng cậu trong một căn hộ tồi tàn và khoá trái cửa, bật nhạc cổ điển liên tục khiến cậu bấn loạn và nhảy lầu. Alex tỉnh lại trong bệnh viện, tại đây cậu được rào đón bởi quan chức chính phủ đang lo lắng việc tự sát của cậu gây nên ảnh hưởng xấu. Sau khi Alexander bị đưa vào viện tâm thần, Alex đồng ý về phe chính phủ. Trên các mặt báo, cậu cho biết mình đã bình phục khỏi ảnh hưởng của kỹ thuật Ludovico.
Trong chương cuối cùng, Alex lúc này đã lập một nhóm bạn mới đang chuẩn bị cho một đêm hành sự nữa nhưng cậu không cảm thấy thiết tha lắm. Sau khi gặp lại Pete đã phục thiện và cưới vợ, Alex càng cảm thấy kém hứng thú với hành động bạo lực vô nghĩa. Alex bắt đầu suy tính từ bỏ việc gây tội ác và trở thành người có ích cho xã hội, lấy vợ, sinh con dù cho con của cậu có thể còn gây hoạ hơn cả cậu.

## Phát hành
A Clockwork Orange lần đầu được phát hành tại Anh năm 1962 với 21 chương tương đương với độ tuổi trưởng thành là 21. Tuy nhiên, trước 1986, chương cuối cùng đã bị lược bỏ khi cuốn sách được phát hành tại Mỹ Lý do là tác giả Burgess khi đem cuốn tiểu thuyết đến một nhà xuất bản ở Mỹ đã được bảo rằng, độc giả Mỹ sẽ không bao giờ chấp nhận chương cuối cùng – khi mà Alex nhận ra con đường bạo lực lỗi lầm của mình. 

## Nhân vật
Alex
Nhân vật phản anh hùng và thủ lĩnh đám bạn của cậu. Thường tự xưng mình là "Người kể chuyện khiêm nhường" ("Your Humble Narrator"). Trong đoạn Alex đã mời hai bé gái vào phòng ngủ của mình, cậu tự xưng là "Alexander To Bự" (Alexander the Large). Họ DeLarge mà Alex tự nhận trong bộ phim năm 1971 là dựa trên biệt danh trên.
George hay Georgie
Kẻ chỉ huy đứng thứ hai trong nhóm sau Alex. Tham lam, luôn muốn tiếm quyền của Alex. Về sau bị giết trong một vụ cướp khi Alex đang đi tù.
Pete
Nhân vật lý tính nhất trong nhóm. Không theo phe nào khi những người bạn của mình đấu đá nhau. Về sau Pete hoàn lương, lấy vợ và mất hẳn cách nói chuyện đầy tiếng lóng Nadsat của mình.
Dim
Thành viên dốt nát nhưng vẫn được tôn trọng bởi khả năng đánh nhau có hạng. Về sau, trở thành một viên cảnh sát và trả thù Alex cho sự nhục mạ phải chịu dưới trướng Alex trong nhóm.
P. R. Deltoid
Một nhân viên công ích chịu trách nhiệm quản giáo Alex nhưng kém cỏi kinh nghiệm và thấu hiểu đối với người trẻ nói chung và Alex nói riêng. Khi Alex bị bắt vì giết chết một bà cụ và bị đánh đập tàn nhẫn bởi cảnh sát, Deltoid đã nhổ nước bọt vào cậu.
Giáo sĩ trong tù
Nhân vật duy nhất thật lòng quan tâm đến sự an nguy của Alex và bày tỏ sự nghi hoặc liệu biến một con người bạo lực thành một cái máy hành vi không có quyền lựa chọn là tốt hay xấu. Bị Alex đặt biệt danh là "prison charlie" hay "chaplin", có thể là để nói đến Charlie Chaplin.
Billyboy
Kẻ thù của Alex. Trong phần đầu truyện, khi nhóm của Alex choảng nhau với nhóm của Billyboy, và cuộc ẩu đả phải kết thúc đột ngột vì cảnh sát đến. Billyboy sau này trở thành cảnh sát và cùng với Dim trả thù lên Alex khi cậu vừa ra tù.
Quản đốc nhà tù
Người đề nghị Alex "lựa chọn" để trở thành người đầu tiên được cải đạo bằng kỹ thuật Ludovico. technique.
Bộ trưởng Bộ nội vụViên chức cao cấp của chính phủ, người quyết tâm sử dụng kỹ thuật Ludovico để giảm thiểu hành vi tái phạm tội.
Tiến sĩ Brodsky
Nhà khoa học và đồng phát triển kỹ thuật Ludovico. Thụ động và nói ít hơn Branom.
Tiến sĩ Branom
Đồng nghiệp của Brodsky và đồng sáng chế kỹ thuật Ludovico.
F. Alexander
Tác giả cuốn sách gây sốt A Clockwork Orange. Khi đang đánh máy bản thảo cuốn sách, Alex và đám bạn cậu đột nhập nhà ông, đánh đập ông và xé bản thảo sách, hãm hiếp tập thể vợ ông khiến bà phải chết. Sự việc đã để lại vết thương lòng cho F. Alexander. Hai năm sau, khi gặp Alex, ông tính sử dụng cậu làm thí nghiệm để chứng minh kỹ thuật Ludovico kém an toàn.

## Giải thưởng
- 1983 – Giải thưởng Prometheus (Đề cử sơ bộ)
- 1999 – Giải thưởng Prometheus (Đề cử)
- 2002 – Giải thưởng Prometheus (Đề cử)
- 2003 – Giải thưởng Prometheus (Đề cử)
- 2006 – Giải thưởng Prometheus (Đề cử)
- 2008 – Giải thưởng Prometheus (Hall of Fame)

## Chuyển thể
- Chuyển thể điện ảnh nổi tiếng nhất của tiểu thuyết được đạo diễn bởi Stanley Kubrick năm 1971 được dựa theo ấn bản tại Mỹ thiếu chương 21. Kubrick nói mình chưa hề đọc bản gốc cho đến sau khi đã hoàn tất kịch bản, và rằng ông không có ý định sử dụng nó trong phim. Theo Kubrick, chương cuối kém thuyết phục và kém ăn nhập với toàn bộ cuốn sách.[4] Phim có sự tham gia của Malcolm McDowell trong vai Alex.[5]
- Bộ phim Vinyl năm 1965 của Andy Warhol.
- Vở kịch sân khấu A Clockwork Orange biên kịch bởi chính tác giả Burgess.
- 1988, nhạc kịch sân khấu A Clockwork Orange ở nhà hát Bad Godesberg ở Đức.
- 1990, nhạc kịch A Clockwork Orange: 2004 ở nhà hát Barbican ở London thực hiện bởi Royal Shakespeare Company/
- 1994, kịch A Clockwork Orange tại nhà hát Steppenwolf ở Chicago, với K. Todd Freeman trong vai Alex.
- 2001, nhà hát UNI (Mississauga, Ontario) ra mắt chuyển thể kịch đạo diễn bởi Terry Costa.[6]
- 2002, Godlight Theatre Company cho ra mắt chuyển thể kịch tại New York tại Manhattan Theatre Source.
- 2003, chuyển thể kịch đa phương tiện A Clockwork Orange đạo diễn bởi Brad Mays và ARK Theatre Company, có sự tham gia của nữ diễn viên Vanessa Claire Smith trong vai Alex. Vở kịch này được chọn là "Lựa chọn của tuần" bởi báo LA Weekly và được đề cử nhiều giải thưởng.